# West Stamford Bridge with Scoreby
West Stamford Bridge with Scoreby var en civil parish från 1866 till 1935 då den blev en del av Kexby och Stamford Bridge, i England. Civil parish var belägen 10 km från York och hade 130 invånare år 1931.